# Velká Kraš
Velká Kraš (německy Groß Krosse, Groß-Krosse, Großkrosse, dříve též Großgrosse, polsky Wielka Krasz) je obec, která se nachází v okrese Jeseník v Olomouckém kraji. Žije zde 717 obyvatel.

## Poloha
Obec Velká Kraš sousedí na severu s Polskem (gmina Otmuchów) a obcí Bernartice, na jihozápadě s obcí Kobylá nad Vidnavkou, na jihovýchodě s obcemi Černá Voda a Stará Červená Voda a na východě s městem Vidnava. Od okresního města Jeseník je vzdálena 16 km a od krajského města Olomouc 86 km.
Geomorfologicky patří Velká Kraš k provincii Česká vysočina, subprovincii krkonošsko-jesenické (sudetské), oblasti Krkonošsko-jesenické podhůří (Sudetské podhůří), geomorfologické celky Vidnavská nížina a Žulovská pahorkatina. V pahorkaté jižní části je nejvyšší Smolný vrch (404 m n. m.), severní část je rovinatá.
Území Velké Kraše patří do povodí Odry, resp. Kladské Nisy. Velkou Kraší protéká východním směrem říčka Vidnávka, přijímající v Malé Kraši zprava Černý potok. Na jih od obce v tzv. Vidnavském lese je řada nádrží v zatopených lomech, zejm. Velký a Malý Křemen a Vidnavský rybník.
Území obce pokrývá z 62 % zemědělská půda (56,5 % orná půda, 4 % louky a pastviny) a z 30 % les.

## Název
Základem je osobní jméno Kras nebo Kraš, což byla varianta některého ze jmen Krasík, Krasoň, Krasimír a podobných. Význam jména tedy byl Krasův/Krašův (tj. dvůr, statek apod.). V roce 1326 byla ves ojediněle označena jménem Craz Henczconis („Henčkova Kraš“).

## Historie
První písemná zmínka o obci se nachází v zakládací listině vidnavského fojtství z roku 1291 popisující stav v letech 1266–1268. Ves je však nepochybně starší. Z celého Jesenicka jsou právě jen v nejbližším okolí Vidnavy doklady prehistorického osídlení. Slovanský název vesnice, poprvé zachycený 1284 latinsky jako Magna Craz, a způsob jeho tvoření, jakož i skutečnost, že se ve druhé třetině 13. století s Kraší setkáváme již plně osídlenou a rozdělenou na řadu samostatných menších vesnic, ukazují na její vysoké stáří. Město Vidnava bylo v roce 1266 založeno pravděpodobně přímo na pozemcích starší obce Kraše. Kraš však nadále odváděla desátek faře do Otmuchova, což je dalším důkazem, že existovala již před založením Vidnavy.
V poslední třetině 13. století se tedy v majetku vratislavského biskupa zmiňuje celá řada Kraší, jejichž identifikace je mnohdy obtížná. Dnešní Velkou Kraš lze ztotožnit s Magna Craz připomínanou roku 1284, ke stejnému roku se připomínají též dnešní Hukovice jako Cras Hugonis a Fojtova Kraš jako Advocati Craz, později se cituje též Šubrtova Kraš (dnešní Krasov – součást Vidnavy), ale Malou Kraš lze odpovědně ztotožnit snad až s Henčkovou Kraší zmiňovanou roku 1326. Kterým částem vsi lze přiřadit současně uváděná jména Bernardova Kraš, Rudgerova Kraš, Dlouhá Kraš, Žibřidova Kraš, Třetí Kraš, Čtvrtá Kraš a Jiná Kraš, nelze spolehlivě rozhodnout. Vedle centrální a největší (1420: 26 lánů) Velké Kraše se jako historicky samostatné zachovaly ty části vsi, které měly již roku 1326 vlastní fojtství: Malá a Fojtova Kraš a Hukovice. Velké Kraši se později, od 16. století, říkalo rovněž Schlachte Seite, tedy „Rovná strana“, neboť levý břeh Vidnávky je plochý a vhodný k zemědělství. Protilehlé Malé Kraši se naopak říkalo Lahme Seite, "Chromá strana", neboť byla kamenitá a nerovná.
Vesnice Velká Kraš byla stejně jako Vidnava roku 1428 vypálena husitskými vojsky navracejícími se od obléhání Nisy. S Vidnavou byla v druhé polovině 15. století také vratislavskými biskupy zastavovány a získal je zpět do přímého držení až biskup Jan IV. Thurzó roku 1506. Nadále byla v přímém držení biskupů a patřila k panství Jánský Vrch. Obnova obce však byla velmi pozvolná: trpěla jednak zásahy města Vidnavy, jež na základě mílového práva bránila usazování řemeslníků ve Velké Kraši, a jednak rozsáhlými feudálními povinnostmi vůči kostelům v Otmuchově a ve Vidnavě, kolegiátní kapitule v Nise a ovšem vůči vratislavskému biskupovi jako vrchnosti – tažné roboty u dvora v Bernarticích a pěší roboty v Otmuchově.
Další katastrofou pro Velkou Kraš byla třicetiletá válka, a zejména morová epidemie roku 1633. Obnova opět probíhala jen pomalu.
Dědičné fojtství (šoltézství) drželi od poloviny 15. století do roku 1612 Sagkové. Téhož roku je koupil – podobně jako o rok dříve fojtství v Kobylé – významný státník ve službách vratislavského biskupa a později též císařů Rudolfa II. a Matyáše, a současně pozdně humanistický učenec a básník, Johann Mathias Wacker von Wackenfels. Po Wackerově smrti získala statek jeho dcera Maria Emilia, provdaná za Simona Hieronyma svobodného pána von Sprinzenstein (†1639), po kterém dědil jeho syn Ferdinand Maxmilian (†1679), jehož dcera Kateřina velkokrašské fojtství ještě za života otce roku 1670 prodala Ferdinandu Andreasi Beerovi von Beerenberg (†1681). Po jeho dceři Johanně (†1692) dědil nejdříve její syn z prvního manželství Franz Erdmann von Zischwitz (Tschischwitz) und Kunitz, ale ještě téhož roku její druhý manžel Carl Heinrich von Winanko und Wertenstein, který fojtství směnil s vratislavským biskupem za jeho část Kobylé, takže Winanko nadále držel celou Kobylou a biskup celou Velkou Kraš.
Roku 1742 došlo k dělení Slezska a Velká Kraš se stala pohraniční obcí. Byla v té době téměř výhradně zemědělskou vsí, fungoval zde jen svobodný mlýn. Později se obyvatelé začali zabývat domácím přadláctvím (roku 1846 zde byla dokonce otevřena přadlácká škola) a od již roku 1773 tu Johann Zothe založil první brusírnu a pilu na žulu, která zde fungovala ještě po druhé světové válce.
Hukovický fojt Friedrich Theuer podnítil a financoval stavbu kaple sv. Floriána (1770–1801). Obecná škola byla v obci zřízena roku 1820 (zrušena roku 1979). V letech 1844–1846 vedla obecná neúroda k hladomoru.
Roku 1850 se po zániku patrimoniální správy stala Velká Kraš samostatnou obcí, ale vsi tvořící dnes její části – Fojtova Kraš, Malá Kraš a Hukovice – k ní byly připojeny až roku 1869.
Roku 1896 byla postavena železniční trať z Dolní Lipové do Bernartic a dále do Otmuchova a o rok později byly otevřeny pobočky z Bernartic do Javorníka a z Velké Kraše (Hukovic) do Vidnavy (a později dále do Nisy). Na území Velké Kraše se od té doby nachází nádraží Velká Kraš (do 1978 Hukovice), zastávka Velká Kraš zastávka (do 1978 jen Velká Kraš) a nádraží Vidnava (na katastru Fojtovy Kraše).
Fojtova Kraš, na jejímž území se nacházela vidnavská šamotka, a Hukovice s nádražím, lihovarem a mlékárnou tvořily industriální póly obce, samotná Velká Kraš zůstávala zemědělská. Tomu odpovídá i meziválečná politická orientace obyvatel na německou křesťansko-sociální stranu. Občané Velké Kraše však byli postiženi hospodářskou krizí 30. let, někteří se účastnili i Frývaldovské stávky, později se orientovali na bojovný nacionalismus Sudetoněmecké strany, který měl horlivé přívržence ve Vidnavě. Již před předáním Sudet Německu na základě Mnichovské dohody 22. září 1938 obsadily freikorpsy Vidnavu i s okolím a v samotné Velké Kraši došlo k přestřelce u nádraží, kde Freikorps zastavil a ostřeloval vlak s Čechy prchajícími z Vidnavy.
Za druhé světové války fungovaly ve Velké Kraši dva menší zajatecké tábory. I tudy táhly na počátku roku 1945 „pochody smrti“. Po odsunu původních německých obyvatel byla obec poměrně uspokojivě dosídlena, postupně však přišla o řemeslné i některé průmyslové závody (mlýn, mlékárna a hukovický lihovar), zachováno bylo v menší míře kamenictví a ovšem vidnavské keramické závody (do roku 1991). Především ženy našly od roku 1957–1958 zaměstnání v továrně na nákupní tašky Gala n.p. v budově bývalé mlékárny. Zůstal však zachován v zásadě zemědělský charakter obce – významným zaměstnavatelem bylo zdejší vcelku úspěšné jednotné zemědělské družstvo. To bylo v 70. letech začleněno do velkodružstva Javornicko, ale po roce 1989 se opět osamostatnilo.
K 1. lednu 1976 byla Velká Kraš připojena k městu Vidnava, od 23. listopadu 1990 je opět samostatnou obcí. Roku 1994 byla u obce vybudovaná jedna z prvních větrných elektráren. Roku 2003 byl u kaple sv. Floriána vybudován památník obětem válek a násilí.
Velká Kraš je členem Mikroregionu Žulovsko, svazku obcí vzniklého v roce 2003. Obec je také od roku 1993 členem Sdružení měst a obcí Jesenicka (SMOJ), které tvoří obce okresu Jeseník, a od roku 1997 Euroregionu Praděd.

### Správní vývoj
Správní příslušnost Velké Kraše od roku 1848
- 1848 vévodství slezské, kraj opavský, Nisské knížectví, panství Jánský Vrch (části však patřily lenním fojtstvím ve Vidnavě, Malé Kraši a Hukovicích)
- od 1. ledna 1850 do roku 1855 vévodství slezské, politický okres Frývaldov, soudní okres Vidnava
- od roku 1855 do roku 1868 vévodství slezské, smíšený okres Vidnava
- od roku 1868 do 30. listopadu 1928 vévodství slezské / země slezská, politický okres Frývaldov, soudní okres Vidnava
- od 1. prosince 1928 do 31. ledna 1949 země moravskoslezská, politický okres Frývaldov, soudní okres Vidnava
  - kromě: od 1. října 1938 do května 1945 „sudetoněmecká území“, od 15. dubna 1939 jako říšská župa Sudety / Reichsgau Sudetenland; (od 1. května 1939) vládní obvod Opava / Regierungsbezirk Troppau; (od 20. listopadu 1938) Landkreis Freiwaldau, Amtsgericht Weidenau
  - od 31. května 1945 Slezská expozitura země Moravskoslezské
- od 1. ledna 1949 do 30. června 1960 Olomoucký kraj, okres Jeseník
- od 1. července 1960 do 31. prosince 1995 Severomoravský kraj, okres Šumperk
- od 1. ledna 1996 do 31. prosince 1999 Severomoravský kraj, okres Jeseník
- od 1. ledna 2000 Olomoucký kraj, okres Jeseník

### Vývoj počtu obyvatel
Počet obyvatel Velké Kraše podle sčítání nebo jiných úředních záznamů:
Celá obec Velká Kraš
| Rok            | 1869 | 1880 | 1890 | 1900 | 1910 | 1921 | 1930 | 1939 | 1947 | 1950 | 1961 | 1970 | 1980 | 1991 | 2001 |
| -------------- | ---- | ---- | ---- | ---- | ---- | ---- | ---- | ---- | ---- | ---- | ---- | ---- | ---- | ---- | ---- |
| Počet obyvatel | 1515 | 1547 | 1621 | 1630 | 1492 | 1573 | 1673 | 1587 | 993  | 956  | 1049 | 952  | 853  | 776  | 907  |

1. ↑  z toho: 30 Čechoslováků, 2038 Němců; 2087 řím. kat., 11 evang., 1 bez vyzn.
2. ↑  z toho: 809 Čechů, Moravanů a Slezanů, 62 Slováků, 11 Němců, 1 Polák; 244 řím. kat., 3 čsl. hus., 4 evang., 3 pravosl., 585 bez vyzn.

V obci Velká Kraš je evidováno 267 adres : 244 čísla popisná (trvalé objekty) a 23 čísla evidenční (dočasné či rekreační objekty). Při sčítání lidu roku 2001 zde bylo napočteno 221 domů, z toho 194 trvale obydlených.
Osada (ZSJ) Velká Kraš
| Rok            | 1811 | 1843 | 1930 | 2001 |
| -------------- | ---- | ---- | ---- | ---- |
| Počet obyvatel | 616  | 825  | 721  | 414  |

1. ↑  z toho: 1 Čechoslovák, 712 Němců; 714 řím. kat., 4 evang., 1 bez vyzn.

### Církevní správa
Z hlediska římskokatolické církevní správy spadá Velká Kraš do farnosti Vidnava, která patří do děkanátu Jeseník diecéze ostravsko-opavské.
Evangeličtí věřící patří k farnímu sboru Javorník u Jeseníku. Věřící Československé církve husitské patří k náboženské obci v Jeseníku, kde se nachází rovněž farnost pro pravoslavné věřící.

## Členění obce
Velká Kraš se nečlení na části, má ale čtyři katastrální území (a jim odpovídající ZSJ):
- Fojtova Kraš (485,28 ha)
- Hukovice u Velké Kraše (243,24 ha)
- Malá Kraš (434,11 ha)
- Velká Kraš (987,53 ha)

## Doprava
Velkou Kraší vede regionální železniční trať č. 295 (železniční trať Lipová Lázně – Javorník ve Slezsku). Na území obce je stanice této trati s názvem Velká Kraš. V této stanici se rovněž napojuje regionální železniční trať č. 296 (Železniční trať Velká Kraš – Vidnava) a na území Velké Kraše se dále nacházejí zastávka s názvem Velká Kraš zastávka i konečná stanice s názvem Vidnava.
Okrajem vsi prochází podél státní hranice silnice II. třídy číslo 457 z Osoblahy, Zlatých Hor a Vidnavy směrem na Javorník a dále na státní hranici, odkud pokračuje do polského města Lądek Zdrój. Větší význam pro obec má silnice III. třídy vedoucí z Vidnavy a větvící se v Hukovicích jednak severně na Horní Heřmanice, jednak jižně na Kobylou nad Vidnavkou.

## Zajímavosti
- Římskokatolický filiální kostel (kaple) svatého Floriána, postavený v letech 1770–1801 (kulturní památka)[14]
- Expozice bludných balvanů
- Národní přírodní památka Venušiny misky (něm. Venusschüsseln) na Smolném vrchu – typicky vyvinuté skalní mísy a křesla v žulovém plutonu
- Skupina stromů zvaná „Tři veteráni“ (památné stromy) v lesíku Bažantnice

## Školství
V obci se nachází mateřská škola (v budově dřívější základní školy).

## Fotogalerie

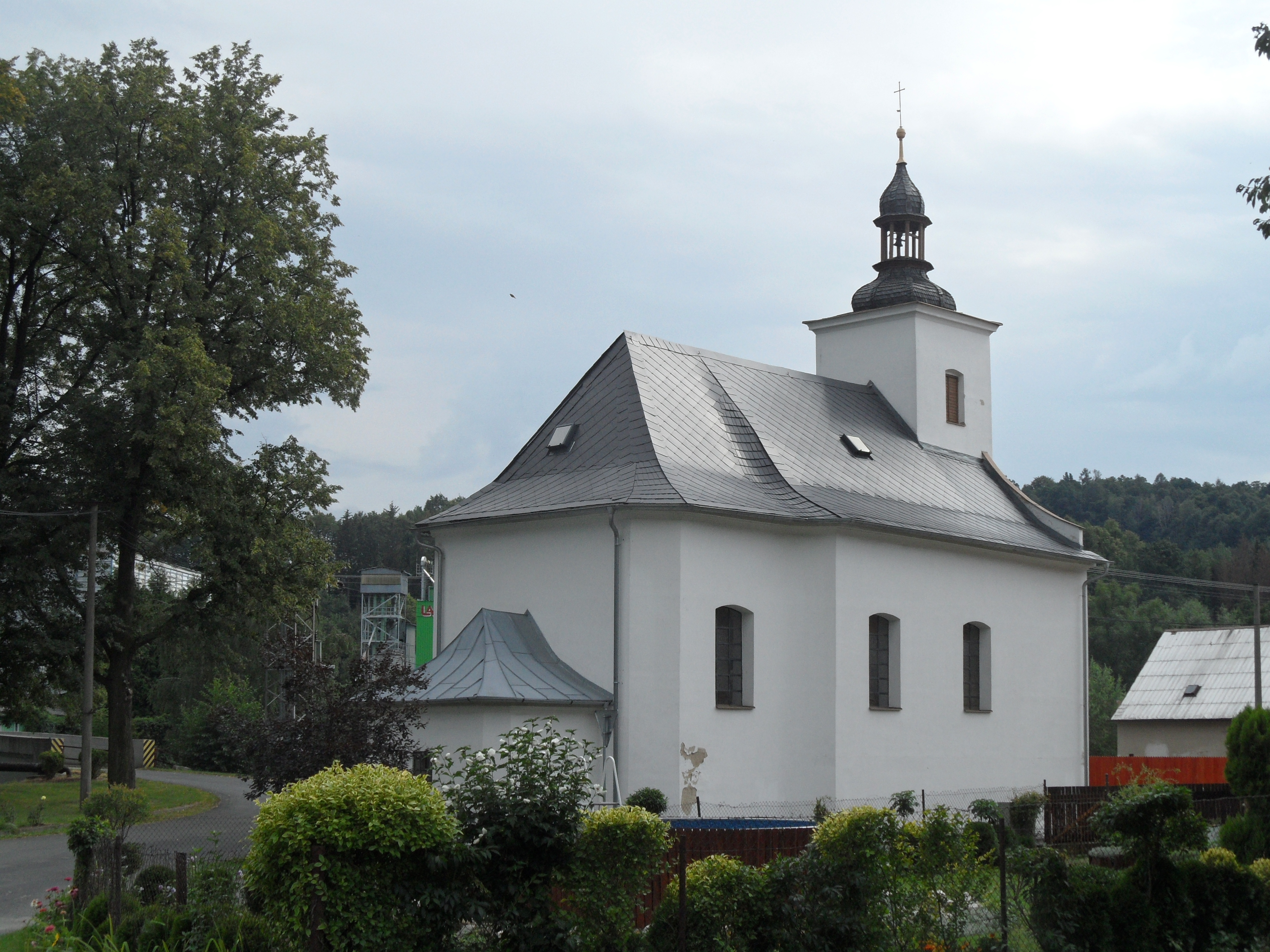
kostel Panny Marie
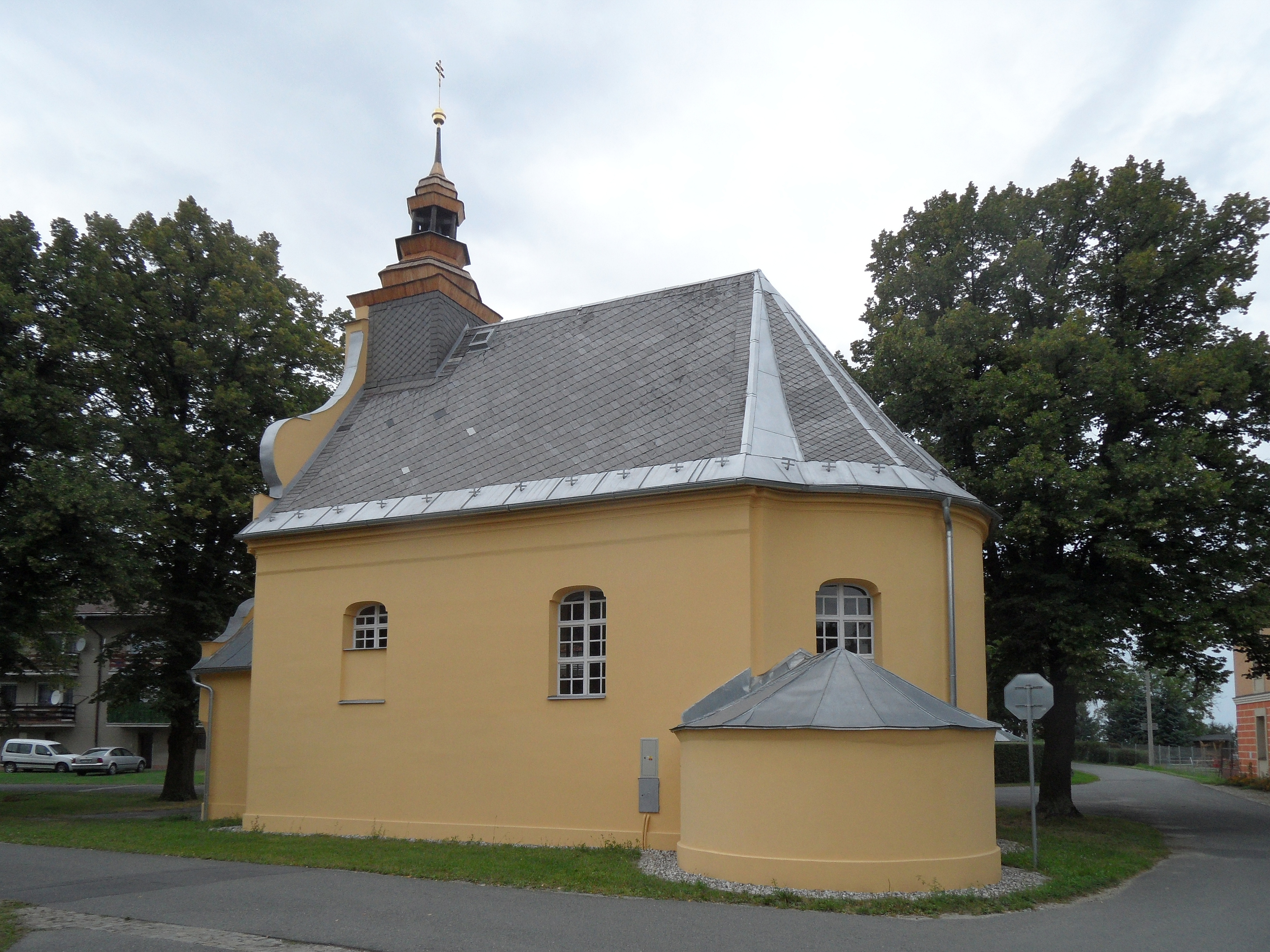
kostel sv. Floriana
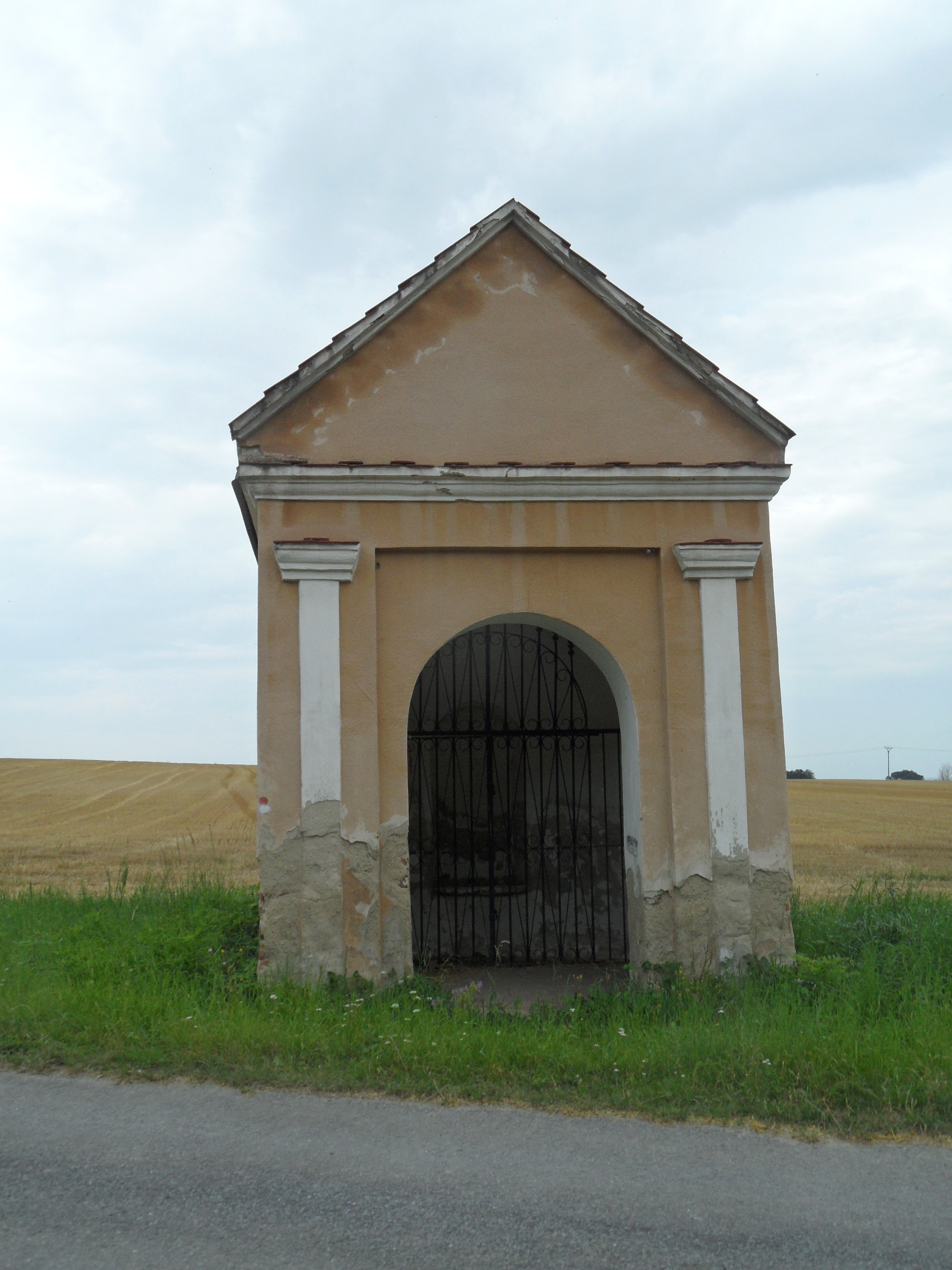
kaple Panny Marie
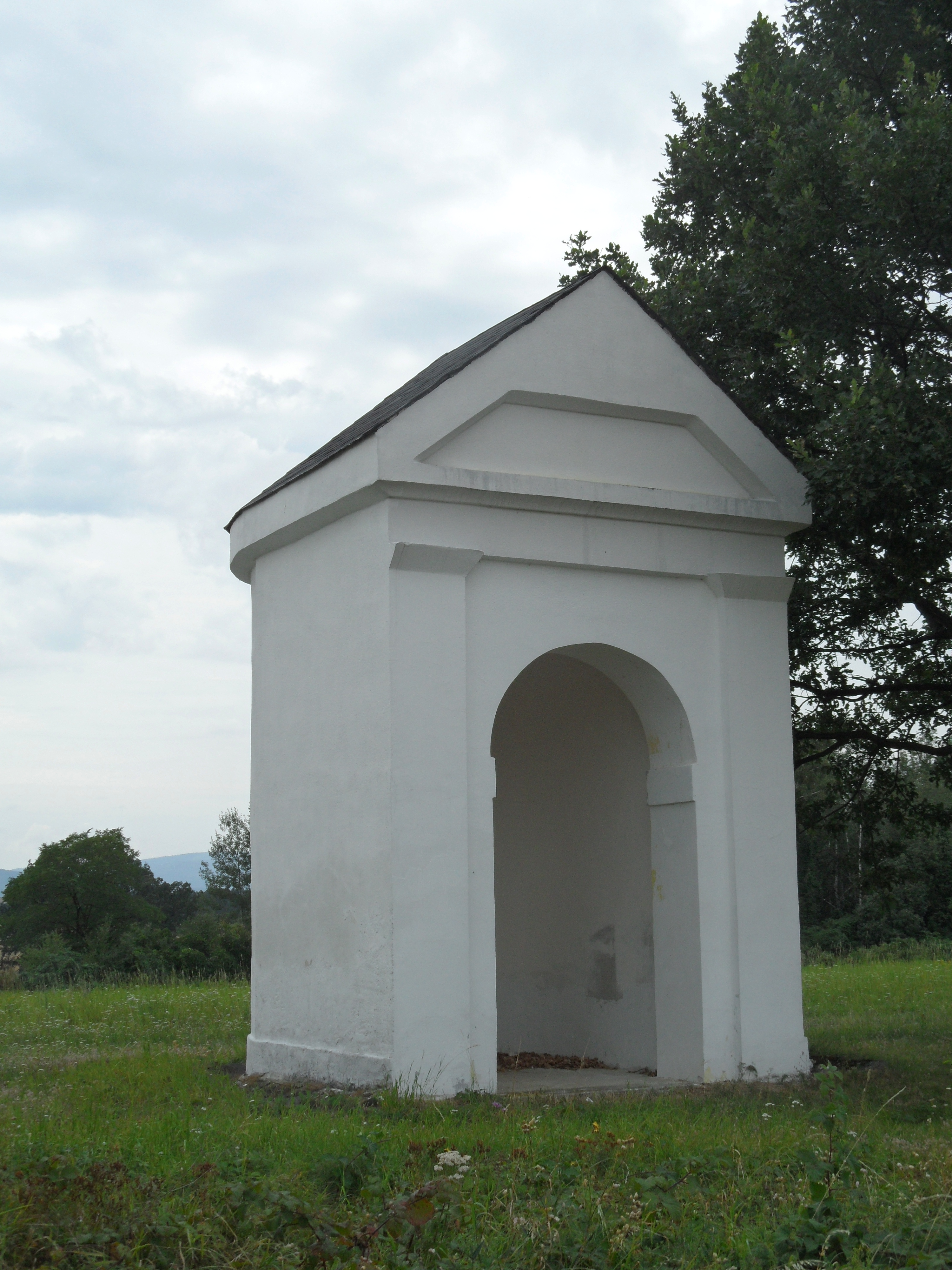
kaple (kulturní památka)
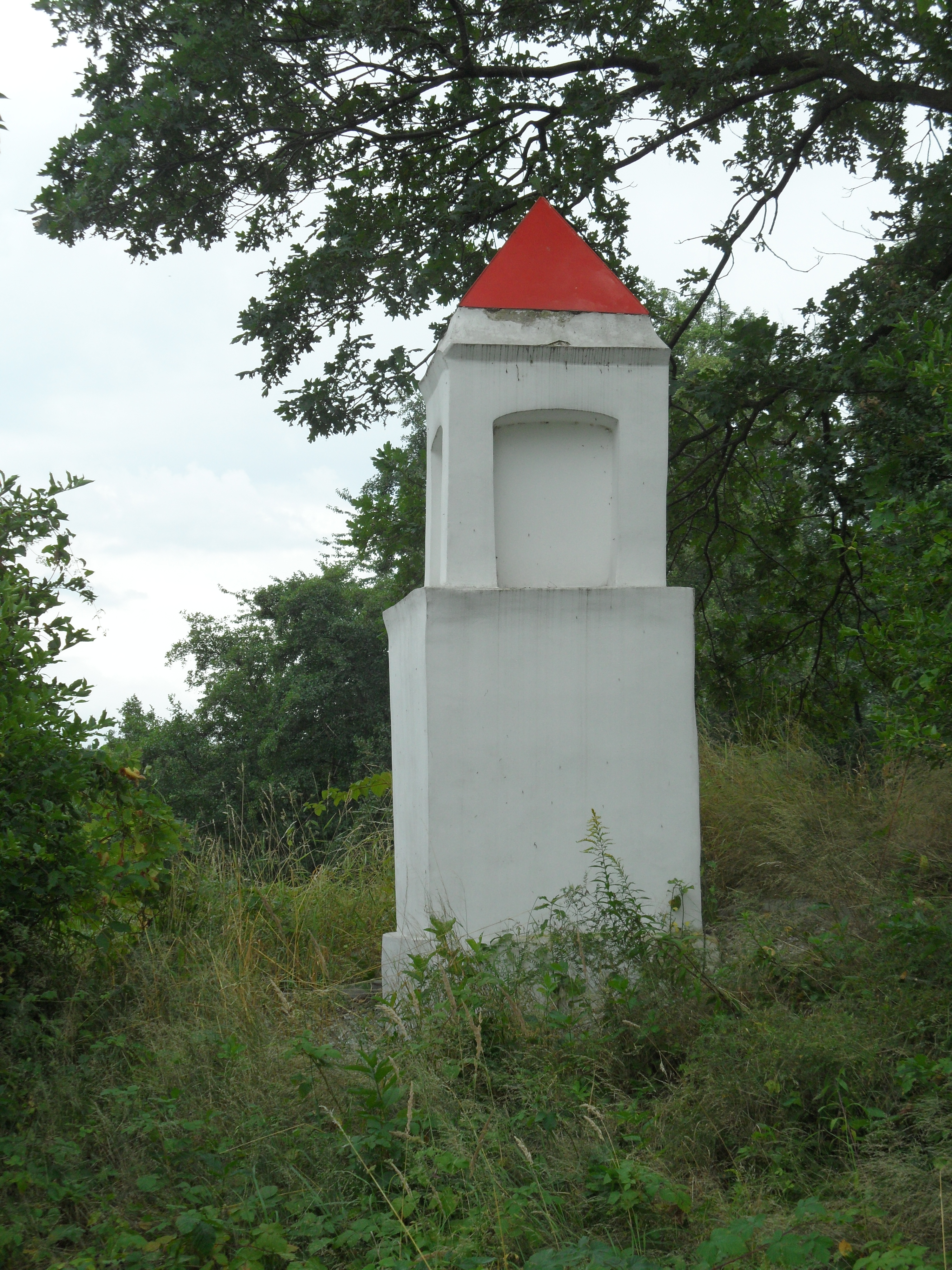
boží muka